# Моніка Нікулеску
Моніка Нікулеску (рум. Monica Niculescu; нар. 25 вересня 1987) — румунська тенісистка.
Народилася в Слатіні й переїхала до Бухареста, коли їй було 4 роки. У професійному турі вона почала виступати з 2002 року. Станом на вересень 2014 здобула дві перемоги в турнірах WTA: виграла Brasil Tennis Cup 2013 та Guangzhou International Women's Open 2014.
Старша сестра Моніки Габріела Нікулеску — теж професійна тенісистка.

## Фінали турнірів WTA

### Одиночний розряд: 8 (3 титули, 5 поразок)
| Легенда                |
| ---------------------- |
| Турніри Великого шлему |
| Турніри WTA 1000       |
| Турніри WTA 500        |
| Турніри WTA 250 (3–5)  |

| Результат | В-П | Дата     | Турнір                                                 | Категорія     | Покриття   | Опонент           | Рахунок       |
| --------- | --- | -------- | ------------------------------------------------------ | ------------- | ---------- | ----------------- | ------------- |
| Поразка   | 0–1 | Жов 2011 | BGL Luxembourg Open, Люксембург                        | International | Тверде (i) | Вікторія Азаренко | 2–6, 2–6      |
| Поразка   | 0–2 | Жов 2012 | Люксембург Open, Люксембург                            | International | Тверде (i) | Вінус Вільямс     | 2–6, 3–6      |
| Перемога  | 1–2 | Бер 2013 | Brasil Tennis Cup, Бразилія                            | International | Тверде     | Ольга Пучкова     | 6–2, 4–6, 6–4 |
| Перемога  | 2–2 | Вер 2014 | Guangzhou International Women's Open, КНР              | International | Тверде     | Алізе Корне       | 6–4, 6–0      |
| Поразка   | 2–3 | Чер 2015 | Nottingham Open, Велика Британія                       | International | Трава      | Ана Конюх         | 6–1, 4–6, 2–6 |
| Поразка   | 2–4 | Вер 2016 | Hansol Korea Open Tennis Championships, Південна Корея | International | Тверде     | Лара Арруабаррена | 0–6, 6–2, 0–6 |
| Перемога  | 3–4 | Жов 2016 | Люксембург Open, Люксембург                            | International | Тверде (i) | Петра Квітова     | 6–4, 6–0      |
| Поразка   | 3–5 | Січ 2017 | Hobart International, Австралія                        | International | Тверде     | Елісе Мертенс     | 3–6, 1–6      |

### Парний розряд: 37 (12 титулів, 25 поразок)
| Легенда          |
| ---------------- |
| Grand Slam (0–1) |
| WTA 1000 (0–3)   |
| WTA 500 (3–6)    |
| WTA 250 (9–15)   |

| Результат | В-П   | Дата     | Турнір                                    | Категорія     | Покриття   | Партнер            | Опоненти                                             | Рахунок                    |
| --------- | ----- | -------- | ----------------------------------------- | ------------- | ---------- | ------------------ | ---------------------------------------------------- | -------------------------- |
| Поразка   | 0–1   | Сер 2008 | Connecticut Open, США                     | Tier II       | Тверде     | Сорана Кирстя      | Квета Пешке Ліза Реймонд                             | 6–4, 5–7, [7–10]           |
| Перемога  | 1–1   | Лип 2009 | Budapest Grand Prix, Угорщина             | International | Ґрунт      | Аліса Клейбанова   | Альона Бондаренко Катерина Бондаренко                | 6–4, 7–6(7–5)              |
| Поразка   | 1–2   | Сер 2009 | Silicon Valley Classic, США               | Premier       | Тверде     | Латіша Чжань       | Серена Вільямс Вінус Вільямс                         | 1–6, 4–6                   |
| Поразка   | 1–3   | Січ 2010 | Hobart International, Австралія           | International | Тверде     | Чжань Юнжань       | Квета Пешке Чжуан Цзяжун                             | 6–3, 3–6, [7–10]           |
| Поразка   | 1–4   | Лип 2010 | WTA Prague Open, Чехія                    | International | Ґрунт      | Агнеш Савай        | Тімеа Бачинскі Татьяна Гарбін                        | 5–7, 6–7(4–7)              |
| Поразка   | 1–5   | Лип 2011 | Baku Cup, Азербайджан                     | International | Тверде     | Галина Воскобоєва  | Марія Коритцева Тетяна Пучек                         | 3–6, 6–2, [8–10]           |
| Перемога  | 2–5   | Січ 2012 | Hobart International, Австралія           | International | Тверде     | Ірина-Камелія Бегу | Чжуан Цзяжун Марина Еракович                         | 6–7(4–7), 7–6(7–4), [10–5] |
| Поразка   | 2–6   | Вер 2012 | Guangzhou International Women's Open, КНР | International | Тверде     | Ярміла Вулф        | Тамарін Танасугарн Чжан Шуай                         | 6–2, 2–6, [8–10]           |
| Поразка   | 2–7   | Жов 2012 | BGL Luxembourg Open, Люксембург           | International | Тверде (i) | Ірина-Камелія Бегу | Андреа Сестіні Главачкова Луціє Градецька            | 3–6, 4–6                   |
| Поразка   | 2–8   | Чер 2013 | Eastbourne International, Велика Британія | Premier       | Трава      | Клара Коукалова    | Надія Петрова Катарина Среботнік                     | 3–6, 3–6                   |
| Перемога  | 3–8   | Січ 2014 | WTA Shenzhen Open, КНР                    | International | Тверде     | Клара Закопалова   | Людмила Кіченок Надія Кіченок                        | 6–3, 6–4                   |
| Перемога  | 4–8   | Січ 2014 | Hobart International, Австралія (2)       | International | Тверде     | Клара Закопалова   | Ліза Реймонд Zhang Shuai                             | 6–2, 6–7(5–7), [10–8]      |
| Поразка   | 4–9   | Кві 2014 | Katowice Open, Польща                     | International | Тверде (i) | Клара Закопалова   | Юлія Бейгельзимер Ольга Савчук                       | 4–6, 7–5, [7–10]           |
| Поразка   | 4–10  | Січ 2015 | Hobart International, Австралія           | International | Тверде     | Віталія Дяченко    | Кікі Бертенс Юганна Ларссон                          | 5–7, 3–6                   |
| Поразка   | 4–11  | Жов 2015 | Wuhan Open, КНР                           | Premier 5     | Тверде     | Ірина-Камелія Бегу | Мартіна Хінгіс Саня Мірза                            | 2–6, 3–6                   |
| Поразка   | 4–12  | Жов 2015 | Кубок Кремля, Росія                       | Premier       | Тверде (i) | Ірина-Камелія Бегу | Дарія Касаткіна Олена Весніна                        | 3–6, 7–6(9–7), [5–10]      |
| Перемога  | 5–12  | Січ 2016 | Shenzhen Open, КНР (2)                    | International | Тверде     | Ваня Кінг          | Сюй Їфань Чжен Сайсай                                | 6–1, 6–4                   |
| Перемога  | 6–12  | Лип 2016 | Washington Open, США                      | International | Тверде     | Яніна Вікмаєр      | Сюко Аояма Одзакі Ріса                               | 6–4, 6–3                   |
| Поразка   | 6–13  | Лип 2016 | Мастерс Канада, Канада                    | Premier 5     | Тверде     | Сімона Халеп       | Катерина Макарова Весніна Олена Сергіївна            | 3–6, 6–7(5–7)              |
| Перемога  | 7–13  | Сер 2016 | Connecticut Open, США                     | Premier       | Тверде     | Саня Мірза         | Катерина Бондаренко Чжуан Цзяжун                     | 7–5, 6–4                   |
| Поразка   | 7–14  | Жов 2016 | Люксембург Open, Люксембург               | International | Тверде (i) | Патріція Марія Ціг | Кікі Бертенс Юханна Ларссон                          | 6–4, 5–7, [9–11]           |
| Перемога  | 8–14  | Кві 2017 | Ladies Open Lugano, Швейцарія             | International | Тверде (i) | Сє Шувей           | Тімеа Бачинскі Мартіна Хінгіс                        | 5–7, 6–3, [10–7]           |
| Поразка   | 8–15  | Лип 2017 | Вімблдонський турнір, Велика Британія     | Grand Slam    | Трава      | Чжань Хаоцін       | Макарова Катерина Валеріївна Весніна Олена Сергіївна | 0–6, 0–6                   |
| Поразка   | 8–16  | Сер 2017 | Мастерс Цинциннаті, США                   | Premier 5     | Тверде     | Сє Шувей           | Чжань Юнжань Мартіна Хінгіс                          | 6–4, 4–6, [7–10]           |
| Перемога  | 9–16  | Лют 2019 | Hua Hin Championships, Таїланд            | International | Тверде     | Ірина-Камелія Бегу | Ганна Блінкова Ван Яфань                             | 2–6, 6–1, [12–10]          |
| Поразка   | 9–17  | Сер 2019 | Bronx Open, США                           | International | Тверде     | Маргарита Гаспарян | Дарія Юрак Марія Хосе Мартінес Санчес                | 5–7, 6–2, [7–10]           |
| Поразка   | 9–18  | Сер 2020 | Prague Open, Чехія                        | International | Ґрунт      | Ралука Олару       | Луціє Градецька Крістіна Плішкова                    | 2–6, 2–6                   |
| Поразка   | 9–19  | Бер 2021 | Qatar Ladies Open, Катар                  | WTA 500       | Тверде     | Олена Остапенко    | Ніколь Меліхар Демі Схюрс                            | 2–6, 6–2, [8–10]           |
| Перемога  | 10–19 | Жов 2021 | Almaty Open, Казахстан                    | WTA 250       | Тверде (i) | Анна-Лена Фрідзам  | Ангелина Габуєва Anastasia Zakharova                 | 6–2, 4–6, [10–5]           |
| Поразка   | 10–20 | Тра 2022 | Гран-прі принцеси Лалли Мер'єм, Марокко   | WTA 250       | Ґрунт      | Олександра Панова  | Ері Ходзумі Макото Ніномія                           | 7–6(9–7), 3–6, [8–10]      |
| Поразка   | 10–21 | Чер 2022 | Nottingham Open, Велика Британія          | WTA 250       | Трава      | Керолайн Долегайд  | Беатріс Аддад Мая Zhang Shuai                        | 6–7(2–7), 3–6              |
| Поразка   | 10–22 | Чер 2023 | Bad Homburg Open, Німеччина               | WTA 250       | Трава      | Ходзумі Ері        | Інгрід Мартінс Лідія Морозова                        | 0–6, 6–7(3–7)              |
| Поразка   | 10–23 | 2023     | Washington Open, США                      | WTA 500       | Тверде     | Алекса Гуарачі     | Лаура Зігемунд Віра Звонарьова                       | 4–6, 4–6                   |
| Перемога  | 11–23 | Тра 2024 | Internationaux de Strasbourg, Франція     | WTA 500       | Ґрунт      | Крістіна Букша     | Ейджа Мухаммад Алділа Сутдж'яді                      | 3–6, 6-4, [10-6]           |
| Перемога  | 12–23 | Сер 2024 | Monterrey Open, Мексика                   | WTA 500       | Тверде     | Ґо Ханю            | Панова Олександра Олександрівна Джуліана Ольмос      | 3-6, 6-3, [10-4]           |
| Поразка   | 12–24 | 2024     | Japan Women's Open, Японія                | WTA 250       | Тверде     | Крістіна Букса     | Лаура Зігемунд Ена Сібахара                          | 6-3, 2-6, [2-10]           |
| Поразка   | 12–25 | Січ 2025 | Hobart International, Австралія           | WTA 250       | Тверде     | Фанні Штоллар      | Цзян Сіньюй У Фансьєнь                               | 1–6, 6–7                   |

## Зовнішні посилання
- Досьє на сайті WTA [Архівовано 24 лютого 2014 у Wayback Machine.]